# 27 tháng 9
Ngày 27 tháng 9 là ngày thứ 270 (271 trong năm nhuận) trong lịch Gregory. Còn 95 ngày trong năm.

## Sự kiện
- 548 – Hầu Cảnh phát binh làm phản triều Lương tại Thọ Dương, lấy danh nghĩa diệt trừ Trung lĩnh quân Chu Dị để hưng binh.
- 1066 – William I và quân đội của ông đi thuyền từ cửa sông Somme, bắt đầu Cuộc xâm lược Anh của người Norman.
- 1529 – Cuộc vây hãm Viên bắt đầu khi Suleiman I tấn công thành phố.
- 1540 – Giáo hoàng Phaolô III phát hành sắc lệnh Regimini militantis, cho phép Inhaxiô thành lập Dòng Tên.
- 1590 – Giáo hoàng Urbanô VII mất 13 ngày sau khi thắng cử chức Giáo hoàng, trở thành vị giáo hoàng có thời gian cai trị ngắn nhất trong lịch sử.
- 1905 – Tạp chí vật lý học Annalen der Physik xuất bản bài luận "Quán tính của một Vật có Tùy theo Nội dung Năng lượng?", trong bài này Albert Einstein định rõ phương trình E=mc².
- 1821 – México giành được độc lập từ Tây Ban Nha.
- 1937 – Hổ Bali được tuyên bố là tuyệt chủng.
- 1940 – Phong trào giải phóng dân tộc Việt Nam: Khởi nghĩa Bắc Sơn bắt đầu khi 600 lính tiến về huyện lị và chiếm đồn binh Mõ Nhai.
- 1940 – Cuộc Khởi nghĩa Bắc Sơn ra đời, thành lập chính quyền cách mạng.
- 1949 – Hội nghị Hiệp thương chính trị nhân dân Trung Quốc xác định Ngũ tinh hồng kỳ là quốc kỳ, Nghĩa dũng quân tiến hành khúc là quốc ca, Mao Trạch Đông làm Chủ tịch chính phủ nhân dân Trung ương, Chu Ân Lai làm tổng lý chính vụ viện.
- 1962 – Cộng hòa Ả Rập Yemen được thành lập.
- 1983 – Nhà phát triển phần mềm Richard Stallman tuyên bố kế hoạch để xây dựng hệ điều hành GNU, phần mềm tự do đầu tiên của Dự án GNU.
- 1988 – Aung San Suu Kyi và các cộng sự thành lập Đảng Liên minh Quốc gia vì Dân chủ nhằm chống lại chính quyền quân sự tại Miến Điện.
- 2001 – Chính phủ Na Uy thành lập một giải thưởng cho các nhà nghiên cứu toán học - Giải Abel.
- 2007 – NASA phóng tàu vũ trụ Dawn để thăm dò không gian.

## Sinh
- 1389 - Cosimo de' Medici, người đứng đầu thành phố Florence (m. 1464)
- 1533 - Stefan Batory, vua Ba Lam (m. 1586)
- 1544 - Takenaka Shigeharu, samurai Nhật Bản (m. 1579)
- 1783 - Agustín de Iturbide, tướng quân, chính trị gia người México (m. 1824)
- 1804 - Thất giai Quý nhân Đỗ Thị Tâm, thứ phi của vua Minh Mạng nhà Nguyễn
- 1818 - Adolph Wilhelm Hermann Kolbe, nhà hóa học người Đức (m. 1884)
- 1871 - Grazia Deledda, nhà thơ, nhà văn người Ý, chủ nhân giải Nobel (m. 1936)
- 1879 - Cyril Scott, nhà thơ, nhà soạn nhạc người Anh (m. 1970)
- 1918 - Martin Ryle, nhà thiên văn học và tác giả người Anh, chủ nhân giải Nobel (m. 1984)
- 1920 - Tô Hoài, nhà văn Việt Nam (m. 2014)
- 1932 - Oliver E. Williamson, nhà kinh tế học người Mỹ, chủ nhân giải Nobel
- 1934 - Wilford Brimley, diễn viên người Mỹ
- 1941 - Peter Bonetti, cầu thủ, huấn luyện viên bóng đá người Anh
- 1946 - Nicos Anastasiades, luật sư, chính trị gia, tổng thống thứ 7 của Cộng hòa Síp
- 1954 - Sylvester Turner
- 1961 - Lưu Đức Hoa, diễn viên, nhạc sĩ, ca sĩ, nhà sản xuất phim người Hồng Kông
- 1968 - Mari Kiviniemi, chính trị gia, thủ tướng thứ 41 của Phần Lan
- 1970 - Yoshiharu Habu, kì thủ cờ shogi người Nhật
- 1972 - Gwyneth Paltrow, diễn viên, blogger, doanh nhân người Mỹ
- 1976 - Francesco Totti, cầu thủ bóng đá người Ý
- 1980 - Asashōryū Akinori, một võ sĩ sumo người Mông Cổ, Yokozuna thứ 68
- 1982 - 
  - Markus Rosenberg, cầu thủ bóng đá Thụy Điển
  - Lil Wayne, rapper, nhà sản xuất, diễn viên người Mỹ
  - Anna Camp, diễn viên, ca sĩ người Mỹ
- 1984 - 
  - Avril Lavigne, ca sĩ-người viết bài hát, diễn viên, nhà thiết kế thời trang người Canada
  - Wouter Weylandt, vận động viên đua xe đạp người Bỉ (m. 2011)
- 1989 - Ngọc Trinh, Hoa hậu Việt Nam Hoàn cầu 2011
- 1991 - Simona Halep, vận động viên quần vợt người Rumani
- 1992 - Granit Xhaka, cầu thủ bóng đá người Thụy Sĩ
- 1994 - Văn Mai Hương, ca sĩ Việt Nam
- 1995 - Kwon Eunbi, thần tượng người Hàn Quốc, trưởng nhóm nhóm nhạc bước từ chương trình sống còn Produce 48 IZ*ONE.

## Mất
- 936 – Gyeon Hwon, vua Hậu Bách Tế (s. 867)
- 1660 – Vinh Sơn đệ Phaolô, vị thánh Giáo hội người Pháp (s. 1581)
- 1783 – Étienne Bézout, nhà toán học và lí thuyết người Pháp (s. 1730)
- 1876 – Braxton Bragg, tướng người Mỹ (s. 1817)
- 1891 – Ivan Goncharov, tiểu thuyết gia người Nga (s. 1812)
- 1917 – Edgar Degas, họa sĩ, nhà tạo hình người Pháp (s. 1834)
- 1940 – Walter Benjamin, nhà triết học, phê bình người Đức (s. 1892)
- 1940 – Julius Wagner-Jauregg, thầy thuốc, nhà thần kinh học người Áo, chủ nhân giải Nobel (s. 1857)
- 1965 – Clara Bow, diễn viên người Mỹ (s. 1905)
- 1972 – S. R. Ranganathan, nhà toán học, nhà thư viện Ấn Độ (s. 1892)
- 1983 – Wilfred Burchett, phóng viên, tác giả người Úc (s. 1911)
- 1986 – Cliff Burton, nhạc sĩ người Mỹ (s. 1962)
- 1996 – Mohammad Najibullah, chính trị gia, 7th tổng thống thứ 7 của Afghanistan (s. 1947)
- 2003 – Donald O'Connor, diễn viên, ca sĩ, vũ công người Mỹ (s. 1925)
- 2010 – Lê Sáng, võ sư Vovinam người Việt
- 2017 – Hugh Hefner, tỉ phú người Mỹ, người sáng lập Playboy Enterprises (s. 1926)
- 2017 Nghệ sĩ hài Khánh Nam qua đời đột ngột vì xuất huyết não